# Wasyl Hażo
Wasyl Andrijowycz Hażo, ukr. Василь Андрійович Гажо, węg. László Gazsó, ros. Василий Андреевич Гажо, Wasilij Andriejewicz Gażo (ur. 12 października 1925 w Użhorodzie; zm. 20 grudnia 2004 tamże) – ukraiński piłkarz pochodzenia węgierskiego, grający na pozycji pomocnika, trener piłkarski.

## Kariera piłkarska

### Kariera klubowa
Wychowanek klubu Ruś Użhorod. W 1943 roku rozpoczął karierę piłkarską w drużynie Ruś Użhorod, która po zakończeniu II wojny światowej została reorganizowana na Spartak Użhorod. Po wygraniu w 1946 roku złotych medali Mistrzostw Ukraińskiej SRR piłkarze Spartaka otrzymali zaproszenia od czołowych klubów. W listopadzie 1948 roku został zaproszony do Dynama Kijów, jednak grał jedynie w drużynie rezerw. Latem 1950 powrócił do domu i potem występował w Spartaku Użhorod, w którym zakończył karierę w roku 1953.

## Kariera trenerska i sędziowska
Karierę szkoleniowca rozpoczął po zakończeniu kariery piłkarza. Trenował amatorskie zespoły na Zakarpaciu oraz sędziował lokalne mecze.

## Sukcesy i odznaczenia

### Sukcesy piłkarskie
Spartak Użhorod
- mistrz Ukraińskiej SRR: 1946, 1950, 1953
- zdobywca Pucharu Ukraińskiej SRR: 1950

Dynamo Kijów
- mistrz ZSRR wśród drużyn rezerwowych: 1949